# William Gerald D'Arcy
William Gerald D'Arcy ( * 1931 - 1999 ) fue un botánico, y explorador estadounidense de origen canadiense, que trabajó en taxonomía extensamente también en Panamá.

## Algunas publicaciones

### Libros
- 1968. A taxonomic study of the genus Solanum Lato in Florida and neighboring areas. Ed. University of Florida. 350 pp.
- 1975. Collected papers : 1975. Flora of Panama. Compositae. Volumen 62 de Annals of the Missouri Botanical Garden.
- walter h. Adey, william g. D'Arcy. 1975. The algal ridges and coral reefs of St. Croix: their structure and Holocene development. Anegada Island : vegetation and flora. Volumen 187 y Volumen 189 de Atoll research bulletin. Ed. Smithsonian Institution
- 1975. Compositae. Volumen 62, Nº 4 de Annals of the Missouri Botanical Garden

Parte 9 de Flora of Panama. 1.321 pp.
- -------, mireya d. correa a. 1985. The Botany and Natural History of Panama: La Botánica y la Historia Natural De Panamá. Volumen 10 de Monographs in systematic botany from the Missouri Botanical Garden. 455 pp. ISBN 0915279037
- 1986. Solanaceae, biology and systematics. Ed. Columbia University Press. 603 pp. ISBN 0231057806
- 1987. Flora of Panama: checklist and index, Volumen 1 y Volúmenes 17-18 de Monographs in systematic botany. 995 pp.
- -------, richard c. Keating. 1996. The anther: form, function, and phylogeny. Ed. Cambridge University Press. 351 pp. ISBN 0521480639 en línea
- -------, -------, victoria catherine Hollowell, thomas b. Croat. 2005. A Festschrift for William G. D'arcy: the legacy of a taxonomist. Volumen 104 de Monographs in systematic botany from the Missouri Botanical Garden. 420 pp., ISBN 1930723458

## Honores

### Epónimos
- (Solanaceae) Darcya Hunz.[1][2]

- La abreviatura «D'Arcy» se emplea para indicar a William Gerald D'Arcy como autoridad en la descripción y clasificación científica de los vegetales.[3]